# Raimondo Orsini del Balzo
Raimondo Orsini del Balzo, död 1406, var regerande furste av Taranto 1393-1406.